# Power to the People: The Hits
Power to the People: The Hits é uma coletânea reunindo as músicas mais populares de John Lennon, como parte do "Gimme Some Truth". Ele está disponível como um disco padrão de 15 faixas e um pacote de download, e como uma edição  expandida com um DVD de 15 faixas.

## Faixas
Todas as músicas de Lennon, exceto onde anotado.
1. "Power to the People" – 3:17
2. "Gimme Some Truth" – 3:16
3. "Woman" – 3:26
4. "Instant Karma!" – 3:20
5. "Whatever Gets You thru the Night" – 3:19
6. "Cold Turkey" – 5:01
7. "Jealous Guy" – 4:14
8. "#9 Dream" – 4:46
9. "(Just Like) Starting Over" – 3:55
10. "Mind Games" – 4:11
11. "Watching the Wheels" – 3:31
12. "Stand by Me" (Ben E. King, Jerry Leiber. Mike Stoller) – 3:27
13. "Imagine" – 3:02
14. "Happy Xmas (War Is Over)" (John Lennon, Yoko Ono) – 3:33
15. "Give Peace a Chance" – 4:52

## Paradas
| Paradas (2010)                  | Posição |
| ------------------------------- | ------- |
| Australian Albums Chart         | 10      |
| Belgian Albums Chart (Flanders) | 88      |
| Dutch Albums Chart              | 85      |
| European Top 100 Albums         | 17      |
| German Albums Chart             | 33      |
| UK Albums Chart                 | 15      |